# Enrico III di Baviera
Enrico III di Baviera, detto il Giovane, (940 – 5 ottobre 989) fu duca di Carinzia come Enrico I dal 976 al 978 e dal 985 alla morte, duca di Baviera come Enrico III dal 983 al 985 e margravio di Verona come Enrico III dal 976 al 978 e dal 985 alla morte.

## Biografia
Enrico il Giovane era l'unico figlio sopravvissuto del duca Bertoldo di Baviera, che al momento della sua nascita era un fedele sostenitore della dinastia reale ottoniana, e Biltrude. Nel 921 lo zio di Enrico, Arnolfo il Malvagio, dopo due anni di lotta, aveva finalmente riconosciuto il ruolo di Enrico l'Uccellatore come re di Germania ottenendo in cambio una certa autonomia per il suo ducato. Tuttavia, questo status eccezionale fu osteggiato dal figlio e dal successore del re Enrico, Ottone I, che nel 938 fece deporre e bandire il figlio e successore di Arnolfo, il duca Eberardo. Ottone nominò come duca il fratello minore di Arnolfo, Bertoldo, dopo aver promesso fedeltà e rinunciato ai privilegi bavaresi.
Il duca Bertoldo rimase un fedele del re. Tuttavia il figlio Enrico il Giovane era ancora minorenne alla morte del padre nel 947 e il re Ottone I colse l'occasione per cedere il ducato bavarese al fratello minore Enrico I: egli infatti verso il 937 aveva sposato Giuditta, duchessa di Baviera, figlia del defunto duca Arnolfo il Malvagio, potendo così rivendicare il titolo ducale.

### Primi anni
Quando divenne maggiorenne, Enrico il Giovane attese pazientemente, sebbene sembrasse che alla fine la Baviera fosse persa per i Luitpoldingi: alla morte del duca ottoniano Enrico I, nel 955, gli successe il figlio di quattro anni Enrico II sotto la tutela di sua madre Giuditta. Diventato anch'egli maggiorenne, il duca Enrico II di Baviera aumentò il suo potere: nel 954 sua sorella Hadwig sposò il duca Burcardo III di Svevia, nel 972 lui stesso sposò Gisella di Borgogna, nipote della moglie dell'imperatore Ottone Adelaide d'Italia. Tutto cambiò alla morte di Ottone il 7 maggio 973, seguita dalla morte del cognato di Enrico, il duca Bucardo III di Svevia il 12 novembre dello stesso anno: il duca Enrico II, non soddisfatto della Baviera, sollevò pretese verso il ducato di Svevia del defunto cognato, il tutto permesso a causa delle difficoltà del nuovo imperatore, il cugino Ottone II, di stabilire il suo potere. Le pretese di Enrico II furono respinte quando l'imperatore Ottone II conferì il ducato a suo nipote Ottone, figlio del defunto duca Liudolfo.
L'anno successivo il duca Enrico II di Baviera si ribellò apertamente contro suo cugino ottoniano, l'imperatore Ottone II, sostenuto da nobili bavaresi e sassoni, e ottenne persino il sostegno del duca Boleslao II di Boemia e Mieszko I di Polonia. L'imperatore Ottone II dovette lottare per imporsi ed infine, nel 976, marciò contro la capitale bavarese Ratisbona e dichiarò deposto il duca Enrico II.

### Duca di Carinzia
in questo frangente in cui l'imperatore ebbe l'occasione per riorganizzare i territori della Germania sud-orientale, Enrico il Giovane ottenne finalmente un risarcimento. Ottone recise le terre dell'ex marca della Carinzia dalla Baviera ottenendo il ducato di Carinzia e questo venne conferito a Enrico, incluso il dominio sulle marche di Stiria, della Carniola e dell'Istria, nonché della marca italiana di Verona (suo padre Bertoldo aveva già ricevuto il titolo di duca della Carinzia dal re Enrico I di Germania nel 927). Il ridimensionato ducato bavarese passò al fedele duca ottoniano Ottone I di Svevia, mentre il conte Leopoldo di Babenberg fu investito del rimanente margraviato bavarese d'Austria.
Nel 978, tuttavia, lo stesso Enrico il Giovane fu bandito, probabilmente perché ora si era unito alla ribellione contro l'imperatore Ottone II nella guerra dei Tre Enrichi, istigato dal suo predecessore, il duca deposto Enrico II e il vescovo Enrico I d'Augusta durante la campagna dell'imperatore contro la Boemia. Insieme alle forze del duca Boleslao II occuparono la città bavarese di Passau, ma furono infine sconfitti dalle truppe di Ottone. Alla dieta imperiale di Magdeburgo svoltasi a Pasqua, l'imperatore depose Enrico il Giovane e conferì il ducato di Carinzia al nipote salico Ottone di Worms. Tutti i ducati della Germania meridionale - Svevia, Baviera e Carinzia - furono quindi detenuti dai parenti dell'imperatore.

### Ultimi anni e la morte
Indebolito dalla sua sconfitta contro i musulmani siciliani nella battaglia di Stilo del 982, l'imperatore Ottone II alla morte del duca Ottone I di Svevia e Baviera richiamò Enrico il Giovane dall'esilio nel 983 e gli conferì, nella Dieta imperiale di Verona, il ducato bavarese. Tuttavia il suo dominio era ancora contestato da Enrico II di Baviera e dopo la morte dell'imperatore nello stesso anno l'imperatrice vedova Teofano, per conto del figlio minore Ottone III, li fece riconciliare nell'anno 985: il duca Enrico III dovette rinunciare alla Baviera in favore di Enrico II di Baviera e ancora una volta, a titolo compensativo, gli fu assegnato il ducato di Carinzia, ducato che Ottone di Worms fu costretto a cedergli.
Quando Enrico il Giovane morì nel 989, la linea maschile dei Luitpoldingi si estinse. Fu succeduto in Carinzia e Verona da Enrico II di Baviera, che unì di nuovo i ducati di Baviera e di Carinzia sotto il suo dominio. Enrico il Giovane fu sepolto nell'abbazia di Niederaltaich.
| Controllo di autorità | VIAF (EN) 55347024 · CERL cnp01131623 · GND (DE) 133801977 |